# Zeros obscurus
Zeros obscurus är en tvåvingeart som först beskrevs av Cresson 1918.  Zeros obscurus ingår i släktet Zeros och familjen vattenflugor. Inga underarter finns listade i Catalogue of Life.